# Affärsverk
Affärsverk eller affärsdrivande verk är i Sverige kommunala eller statliga organ som producerar varor eller utför tjänster utifrån affärsmässiga principer. Juridiskt är ett affärsverk en förvaltningsmyndighet, som är en del av staten eller en kommun. Ett statligt affärsverk är sålunda inte en juridisk person som exempelvis ett offentligägt aktiebolag.
En liknande konstruktion finns i Finland.

## Sverige
Affärsverken tillkom 1911 och under 1900-talet fanns ett stort antal av dessa.
Under 1990-talet och början på 2000-talet har flera av de tidigare svenska statliga affärsverken, såsom Postverket och Statens järnvägar, huvudsakligen omvandlats till statligt ägda aktiebolag. Detta för att underlätta för privata företag att konkurrera. Affärsverken har traditionellt haft monopol, och ofta fått ekonomiskt stöd av staten, och samtidigt bedrivit myndighetsverksamhet, såsom givit tillstånd.
De statliga affärsverken är en del av staten som juridisk person, men utgör egna skattesubjekt.

### Nuvarande affärsverk
De tre affärsdrivande verk som kvarstår är: 
- Svenska kraftnät, som ansvarar för stamnätet (tidigare en del av Statens vattenfallsverk)
- Luftfartsverket (LFV)
- Sjöfartsverket.

### Tidigare affärsverk
- Postverket. Bolagiserades 1994 till Posten AB
- Statens Järnvägar (SJ). Bolagiserades 2001 och delades upp i flera bolag, bland annat SJ AB, Green Cargo (godståg) och Jernhusen (fastighetsbolag)
  - Banverket hade skiljts ut 1988.
- Sveriges geologiska undersökning[källa behövs]
- Televerket. Delades i början av 90-talet upp i flera bolag, bland andra Telia, Teracom och Eniro.
  - Postverkets och Televerkets myndighetsuppgifter lades hos Post- och telestyrelsen.
- Försvarets fabriksverk/Förenade fabriksverken
- Vattenfall AB, som tagit över kraftproduktionen, regionnäten och distributionsnäten från affärsverket

## Finland

### Nuvarande affärsverk
- Senatfastigheter
- Forststyrelsen

Dessutom finns det kommunala affärsverk, ofta för el, vatten och avlopp.

### Tidigare affärsverk
- Statens Alkoholrörelse